# Svarthuvad biätare
Svarthuvad biätare (Merops breweri) är en fågel i familjen biätare inom ordningen praktfåglar.

## Utseende och läte
Svarthuvad biätare är en stor och mörk biätare med förlängda centrala stjärtpennor. Huvudet är svart, ryggen grön och på undersidan syns kastanjebrunt, liksom på stjärtsidorna. Arten är inte särskilt ljudlig, men avger dämpade "preek" och mjuka drillar.

## Utbredning och systematik
Fågeln förekommer i kustnära områden i Gabon och lokalt längs Kongofloden. Den behandlas som monotypisk, det vill säga att den inte delas in i några underarter.

## Levnadssätt
Svarthuvad biätare är en övervägande ovanlig och lokalt förekommande fågel i skogsbryn, sumpskog, kring floder och andra rinnande vattendrag samt i intilliggande savann. Den ses vanligen enstaka eller i par, sällan i flock.

## Status och hot
Arten har ett stort utbredningsområde, men tros minska i antal, dock inte tillräckligt kraftigt för att den ska betraktas som hotad. Internationella naturvårdsunionen IUCN listar arten som livskraftig (LC).